# Пищуховые (птицы)
Пищу́ховые (лат. Certhiidae) — семейство воробьинообразных птиц. У них тоненький, слегка выгнутый вниз клюв, и они умеют ловко лазать по деревьям. Их пища состоит из насекомых и пауков, которых они находят в расщелинах древесной коры и достают своим специализированным тонким клювом. Свои гнёзда пищуховые строят между стволом и отслоившимися частями коры.

## Классификация
Международный союз орнитологов относит к семейству 1 род и 9 видов:
- Род Certhia
  - Certhia americana — американская пищуха
  - Certhia brachydactyla — короткопалая пищуха
  - Certhia discolor — бурогорлая пищуха
  - Certhia familiaris — обыкновенная пищуха
  - Certhia himalayana — гималайская пищуха
  - Certhia hodgsoni
  - Certhia manipurensis
  - Certhia nipalensis
  - Certhia tianquanensis — сычуанская пищуха

Ранее к семейству также относили род Salpornis (Salpornis spilonotus — нильская пищуха и Salpornis salvadori), который современные систематики рассматривают в составе монотипического семейства Salpornithidae. К семейству пищуховых иногда относят крапивниковых и комароловок, в этом случае роды Certhia и Salpornis выделяют в подсемейство.